# Cantone di Givors
Il Cantone di Givors era una suddivisione amministrativa dell'Arrondissement di Lione.
È stato soppresso a seguito della riforma complessiva dei cantoni del 2014, che è entrata in vigore con le elezioni dipartimentali del 2015.
Comprendeva i comuni di:
- Chassagny
- Échalas
- Givors
- Grigny
- Millery
- Montagny
- Saint-Andéol-le-Château
- Saint-Jean-de-Touslas
- Saint-Romain-en-Gier